# Туссе
Тусін Майкл Чіза (англ. Tousin Michael Chiza, нар. 1 січня 2002), більш відомий як Туссе — конголезсько-шведський співак. Переможець шведських шоу «Idol» (2019) та «Melodifestivalen» (2021). Представник Швеції на Євробаченні 2021.

## Біографія
Народився у Демократичній Республіці Конго 1 січня 2002. 2015 року в 13-річному віці приїхав до Швеції як біженець, де почав жити з родиною в селі Куллсбьоркен.
2018 року брав участь в шведському талант-шоу Talang 2018, де дійшов до півфіналу. Отримав похвалу за свій півфінальний виступ від судді Біанки Інгроссо. 2019 року Туссе був фіналістом шведського «Ідолу», у якому переміг.
Після перемоги у шведському «Ідолі» випустив три сингли, два з яких — пісні, які він виконав на шоу: кавери «How Will I Know» та «Rain». В результаті своєї перемоги випустив дебютний сингл на CD, а також у iTunes Store. Третій сингл називається «Innan du går».

## Євробачення
2021 року Туссе взяв участь у шведському пісенному конкурсі «Melodifestivalen» із піснею «Voices». Він потрапив до фіналу, що відбувся 13 березня 2021 року, і, зрештою, виграв із 175 балами. Завдяки цьому став представником Швеції на Євробаченні 2021 року в Роттердамі.

## Дискографія

### Сингли
| Назва                  | рік  | Позиція в чарті | Сертифікація    | Альбом        |
| Назва                  | рік  | SWE             | Сертифікація    | Альбом        |
| ---------------------- | ---- | --------------- | --------------- | ------------- |
| «How Will I Know»      | 2019 | —               |                 | Поза альбомом |
| «Rain»                 | 2019 | 63              |                 | Поза альбомом |
| «Innan du går»         | 2020 | —               |                 | Поза альбомом |
| «Jag tror på sommaren» | 2020 | —               |                 | Поза альбомом |
| «Crash»                | 2020 | —               |                 | Поза альбомом |
| «Voices»               | 2021 | 1               | - GLF: Platinum | Поза альбомом |